# Oncholaimus elegans
Oncholaimus elegans is een rondwormensoort uit de familie van de Oncholaimidae.